# Mr. Poorluck Buys Some Furniture
Mr. Poorluck Buys Some Furniture è un cortometraggio muto del 1910 diretto da Lewin Fitzhamon.

## Trama
Poorluck partecipa ad un'asta e fa compere.

## Produzione
Il film fu prodotto dalla Hepworth.

## Distribuzione
Distribuito dalla Hepworth, il film - un cortometraggio di 107 metri - uscì nelle sale cinematografiche britanniche nel settembre 1910.
Si conoscono pochi dati del film che, prodotto dalla Hepworth, fu distrutto nel 1924 dallo stesso produttore, Cecil M. Hepworth. Fallito, in gravissime difficoltà finanziarie, il produttore pensò in questo modo di poter almeno recuperare il nitrato d'argento della pellicola.